# Hebeloma insigne
Hebeloma insigne är en svampart som beskrevs av A.H. Sm., V.S. Evenson & Mitchel 1983. Hebeloma insigne ingår i släktet fränskivlingar och familjen Strophariaceae.   Inga underarter finns listade i Catalogue of Life.